# Руднянский, Эндре
Эндре Руднянский (венг. Endre Rudnyánszky; 1885—1943) — деятель венгерского и международного коммунистического движения, один из руководителей Коминтерна на начальном этапе.

## Биография
Родился в Венгрии в 1885 (по другим данным, в 1884), по профессии юрист.
В годы Первой мировой войны призван в австро-венгерскую армию, служил офицером в кавалерии. Попал в плен, находился в лагере для военнопленных в г. Серпухове. После Октябрьской революции находился в рядах Красной Армии. В 1917 вступил в РКП(б). В 1918 вошел в состав Федерации иностранных групп РКП(б) — руководящий орган иностранцев-коммунистов, после отъезда её руководителя Белы Куна в Венгрию стал секретарём этой группы. Принимал участие в создании Венгерской коммунистической группы в составе Федерации. Вместе с Б. Куном Руднянский работал в редакции газеты «Социальная революция», выходившей на венгерском языке. Также при их непосредственном участии под руководством Н.Г. Маркина были опубликованы 7 выпусков «Сборника секретных документов из Архива бывшего Министерства иностранных дел».
С мая по октябрь 1918 года Руднянский был преподавателем агитаторских курсов, созданных при ЦК РКП(б) в т. ч. для венгров, после чего часть подготовленных там коммунистов была отправлена для агитации в Будапешт, Прагу, Вену, Белград и другие города. Руднянский активно занимался переводом работ лидеров РКП(б) на венгерский язык. Среди переведенных им публикаций значатся труды В.И. Ленина, Н.И. Бухарина, Г.Е. Зиновьева и Л.Б. Каменева, Л.Н. Крицмана, В.П. Милютина, манифест II конгресса Коминтерна «Капиталистический мир и Коммунистический интернационал», Конституция РСФСР и др. 
В январе 1919 подписал призыв к мировому революционному движению о создании Третьего интернационала. В марте 1919 участвовал в Учредительном конгрессе Коминтерна в качестве делегата с правом решающего голоса (3 голоса от Коммунистической партии Венгрии).
После создания в марте 1919 Венгерской советской республики стал представителем венгерского правительства в Москве. в период между I и II конгрессами, когда большевики пришли к выводу о необходимости временного отступления и его обоснования, а тактика Коминтерна стала видоизменяться, появилась публикация В.И. Ленина «Детская болезнь “левизны” в коммунизме», направленная на критику «революционного нетерпения», которое было свойственно и Руднянскому.
В 1920 на Втором съезде Коминтерна избран в состав ИККИ и стал одним из пяти членов Президиума ИККИ.
В начале 1921 года Руднянский и Кун, находившиеся в Москве, опубликовали в «Красной газете» статьи, в которых констатировали медленный темп развития венгерского революционного движения, главным образом из-за ошибок руководства партии, находящегося в Вене; в итоге Центральный комитет Коммунистической партии Венгрии (ЦК КПВ) обратился в Коминтерн с меморандумом, что положило начало длительному периоду фракционных противоречий. Группа Руднянского и Куна придерживалась так называемой теории наступления, настаивая на продолжении вооруженных восстаний, наиболее известным из которых стала «мартовская акция» 1921 года в Германии. Хотя III конгресс Коминтерна и осудил эту платформу, в новом ЦК КПВ сторонники Куна получили большинство – 4 против 3. Только к 1925 году противоречия удалось локализовать, состоявшийся в этом году в Вене I съезд вновь созданной КПВ подвел итоги работы по организации нелегальной централизованной партии и осудил фракционную борьбу.
В 1921, незадолго до Третьего конгресса Коминтерна, пропал со значительной суммой коминтерновских денег на руках. По данным Белы Куна, был исключён из партии заочно. Согласно данным историка Л. Сипоса, Руднянский выехал в Берлин, в конце октября прибыл в Вену, где все еще находился центральный аппарат КПВ, в начале года решительно критикуемый Руднянским. Однако затем Руднянский отказался возвращаться в Москву, даже несмотря на личное приглашение руководителя Коминтерна Г.Е. Зиновьева, объясняя это расхождением как с позицией руководства КПВ, так и с тактикой Коммунистического интернационала. Версия о том, что Руднянский присвоил достаточно крупную сумму, выдвинутая Белой Куном, частично доказывается тем, что, переехав затем в Тимишоару (Румыния), Руднянский открыл там магазин часов и ювелирных украшений. Согласно воспоминаниям венгерского коммуниста Ш. Сереньи (Sándor Szerényi), который встретил Руднянского в одном из трудовых лагерей СССР, последний рассказал ему о том, что в Румынии он собирал конфиденциальную информацию для Коминтерна и Советского правительства, на что и получил крупную денежную сумму. 
После исчезновения в 1921 г., в румынских газетах были напечатаны статьи о Советском Союзе, в которых писали о внутренних конспиративных делах, о которых по своим функциям в работе знал только Руднянский. В 1924 г. он появился в Берлинском полпредстве СССР, где заявил, что раскаивается в своих ошибках и дезертирстве и очень бы хотел поехать в Советский Союз. Про денежные средства информация не подтверждается, имеется лишь упоминание, что «был в курсе дела курьер НКИД Скурко». Был арестован в 1926 г., дважды судим, в 1928 и 1936 гг. Сереньи пишет, что встретил Руднянского в 1934 году в Соловецком лагере особого назначения – он содержался в маяке, который находился под отдельной охраной. В лагерь он практически не выходил, жил как отшельник.
В марте 1939 г. был освобожден из мест заключения, но отправлен в ссылку в Кокчетавскую область. Умер 3 апреля 1943 г. Решением Президиума Московского городского суда от 24 сентября 1966 г. и решением Президиума Верховного суда Карельской АССР от 24 сентября 1966 г. реабилитирован посмертно.